# Paranymphon spinosum
Paranymphon spinosum is een zeespin uit de familie Ammotheidae. De soort behoort tot het geslacht Paranymphon. Paranymphon spinosum werd in 1896 voor het eerst wetenschappelijk beschreven door Caullery. 